# Mittelursel
Mittelursel ist eine Wüstung in Frankfurt am Main am Urselbach, ein rechter Zufluss der Nidda im deutschen Bundesland Hessen. Die Wüstung liegt zwischen der Stadt Oberursel und Niederursel, heute ein nordwestlicher Stadtteil von Frankfurt am Main.

## Lage

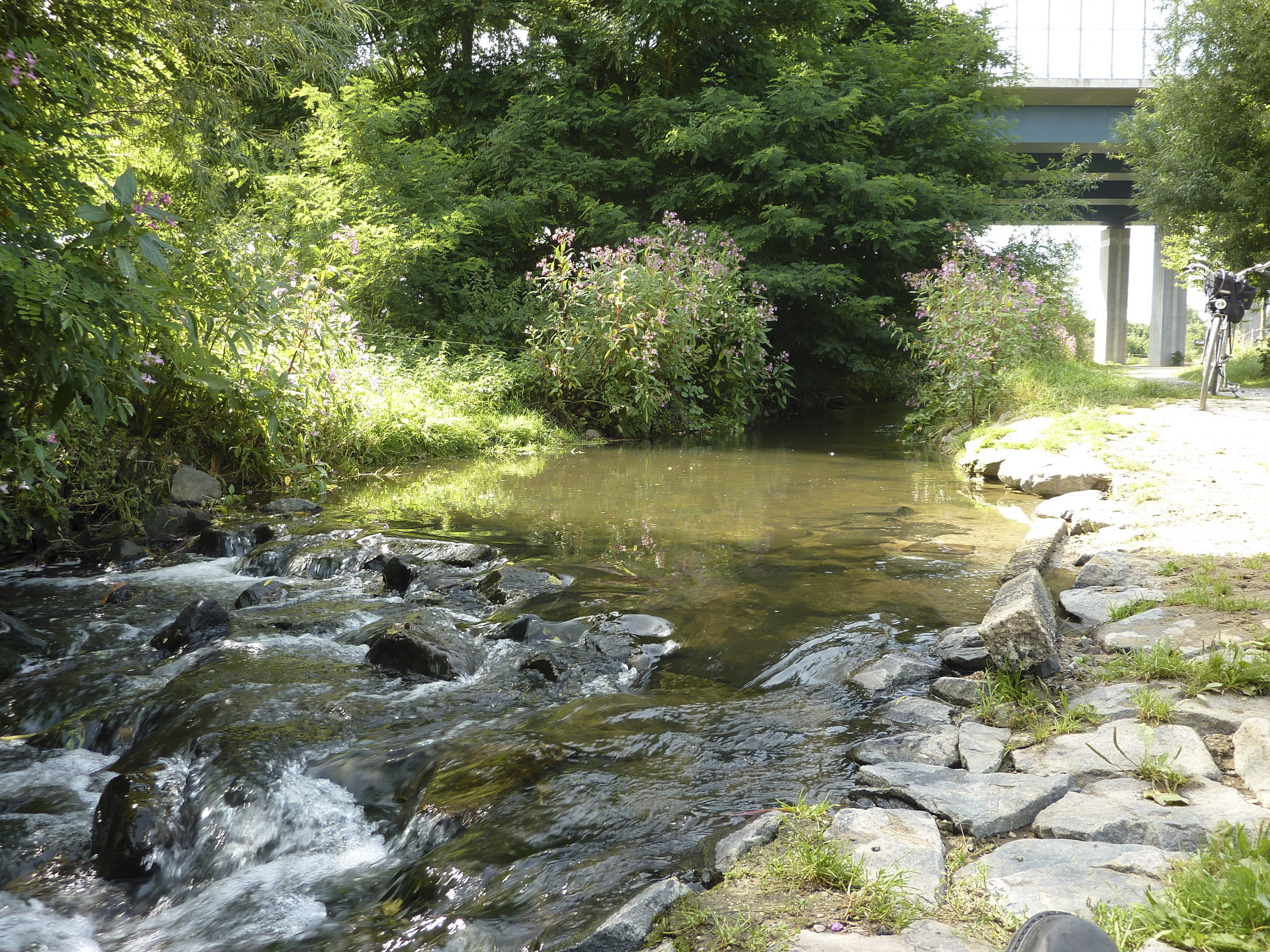
Der Urselbach bei der Wüstung Mittelursel. Rechts im Hintergrund ein südlicher Teil der Urselbachbrücke der A5. Blick bachaufwärts nach Nordwesten

Der Ort befand sich im Bereich des südlichen Brückenkopfes der Urselbachbrücke der Bundesautobahn 5 (Standort etwa auf der Hälfte der Strecke zwischen den Autobahnkreuzen Bad Homburger Kreuz und Nordwestkreuz Frankfurt). Von der Wüstung sind keine oberirdisch sichtbaren Spuren mehr erhalten. Lediglich einige Flurnamen und Straßennamen erinnern an die ehemalige Siedlung: Auf dem Mönchhof, Mönchsgut und In den Mönchswiesen. Der Weißkirchener Weg wurde früher als Mönchshöfer Weg bezeichnet. Er lag etwa 141 m über NN. Etwa 300 Meter bachaufwärts am Urselbach, nordwestlich der Wüstung und unmittelbar an der Stadtgrenze zwischen Oberursel und Frankfurt-Niederursel, steht die Krebsmühle.

## Geschichte
Im Jahr 781 wurde urkundlich ein Kloster bei Ursel erwähnt. Ob es sich hierbei um Mittelursel handelt, ist nicht belegbar. Mittelursel war ein Dorf, dessen Kern der Mönchshof war. Dieser Mönchshof war eine Filiale des Prämonstratenser-Klosters Retters.
Mittelursel gehörte hälftig den Grafen von Königstein und den Rittern von Niederursel. 1436 verkaufte der Niederurseler Vogt Henne Niederursel und damit auch die Hälfte von Mittelursel jeweils zur Hälfte an Frank XII. von Cronberg und an die Reichsstadt Frankfurt. Das Ortsgericht wurde von den Niederurseler und Weißkirchener Schöffen und Schultheißen bestellt. 1581 erwarb Kurmainz den Königsteiner Anteil. Der Cronberger Anteil ging später auf das Haus Solms über.
Am Hof war eine St. Veitskapelle. Diese wurde seit 1493 mit der St. Georgs-Kapelle in Niederursel vom gleichen Kaplan betreut, der abwechselnd von Solms und Frankfurt bestellt wurde. Mit einem Vertrag vom 4. Februar 1518 wurde das Patronatsrecht festgeschrieben. Zu diesem Zeitpunkt bestellte Frankfurt Peter Rode, den letzten katholischen Pfarrer. 1533 bestellte Solms dessen protestantischen Nachfolger Lorenz Volz.
Im Jahr 1552 wurden der Mönchshof und das Dorf Mittelursel von durchziehenden Truppen verwüstet, die die Stadt Frankfurt belagerten. 1559 wurde Kloster Retters aufgegeben und der Ort verödete weiter. Ab 1563 wurde die St. Veits-Kapelle abgerissen und die Steine zum Bau in Weißkirchen und Niederursel genutzt. Der Mönchshof wurde jedoch noch einmal instand gesetzt. 1592 vereinbarten Kurmainz, Solms und Frankfurt die Aufteilung des Mittelurseler Feldes zwischen Niederursel und Weißkirchen. Die Reste des Dorfes gingen in den Wirren des Dreißigjährigen Krieges unter.